# Ludwig Goldscheider
Ludwig Goldscheider (3 de junio de 1896-26 de junio de 1973) fue un editor, historiador de arte, poeta y traductor. Conocido, entre otras cosas, por haber fundado la editorial Phaidon Press
Después de servir como oficial en la Primera Guerra Mundial, Goldscheider estudió historia del arte en la Universidad de Viena con Julius von Schlosser y comenzó a trabajar en diversas editoriales. Su primer libro Die Wiese es una antología de poesía lírica y fue publicado en 1921.
Fundó la editorial Phaidon Press en 1923 bajo el nombre en alemán de Phaidon Verlag con Béla Horovitz y Fritz Ungar. Phaidon Verlag se hizo conocido en toda Europa por sus libros baratos de alta calidad sobre arte y arquitectura.
Tras el Anschluss emigró a Londres en 1938. Estableciendo la editorial Gran Bretaña, donde publicaron, entre otros muchos libros de arte, la historia del arte de Ernst Gombrich. Siguió en la compañía durante 35 años como autor, editor y diseñador de libros Tras la muerte de Horovitz Goldscheider se hizo cargo de la gestión general de la empresa.

## Obras (selección)
- Michelangelo. Paintings, sculpture, architecture. Phaidon Press, London 1996, ISBN 0-7148-3296-0.
- Rodin. Sculptures. Phaidon Press, Oxford 1988, ISBN 0-7148-9000-6.
- Roman portraits. Phaidon Press, London 2004, ISBN 0-7148-4436-5.
- Die schönsten Gedichte der Weltliteratur. Ein Hausbuch der Weltlyrik, von den Anfängen bis heute. Phaidon Verlag, Wien 1934
- Die Wiese. Gedichte. Amalthea-Verlag, Wien 1921.